# New Age

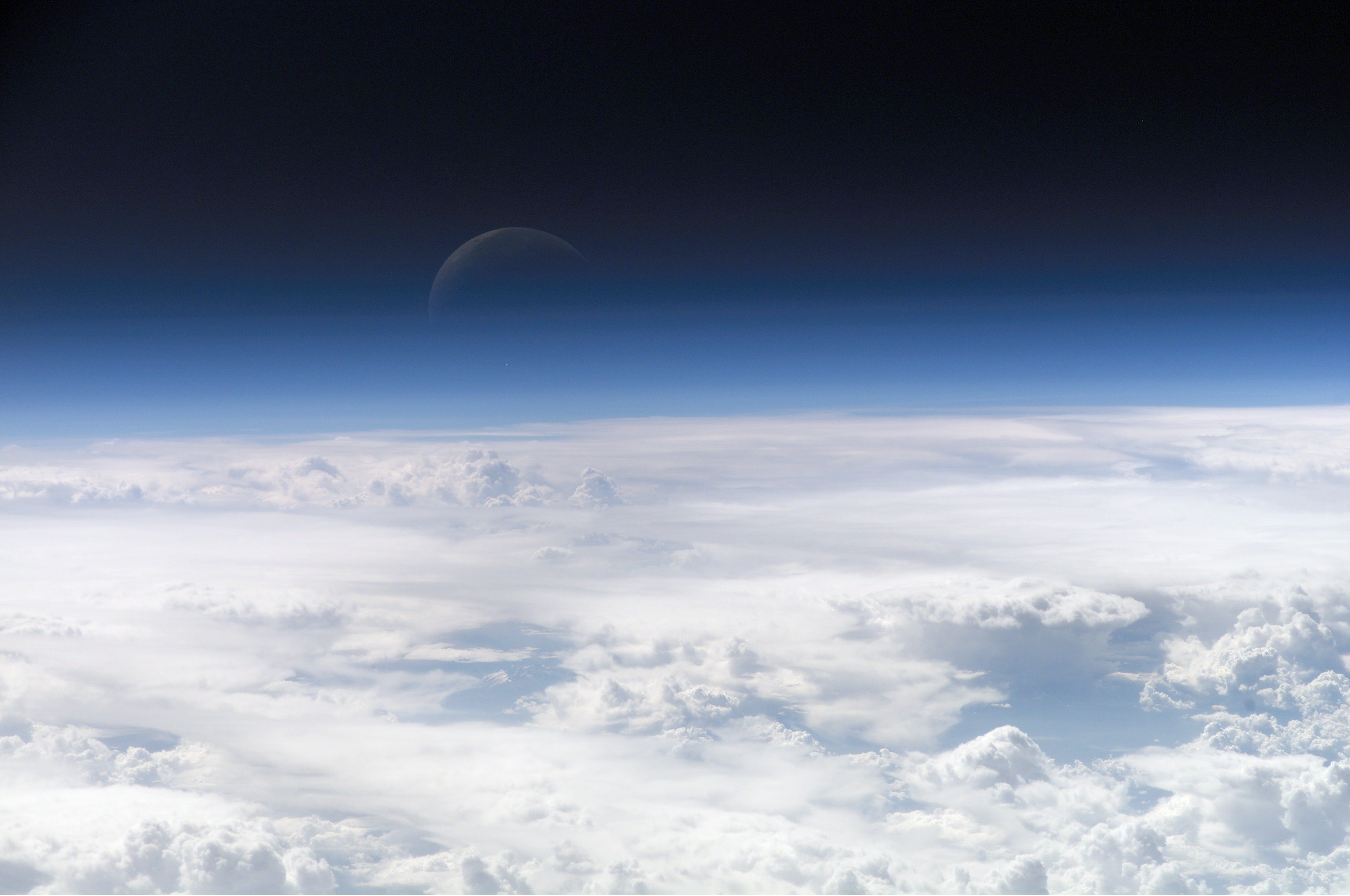
La spiritualità New Age spesso incorpora gli elementi della Terra, della Luna e dello spazio esterno. Il termine New Age si riferisce alla venuta di una nuova era astrologica, l'era dell'Acquario.

New Age (in italiano letteralmente "nuova era") è un'espressione generale per indicare un vasto movimento subculturale che comprende numerose correnti psicologiche, sociali e spirituali alternative sorte alla fine del XX secolo nel mondo occidentale.

## Storia

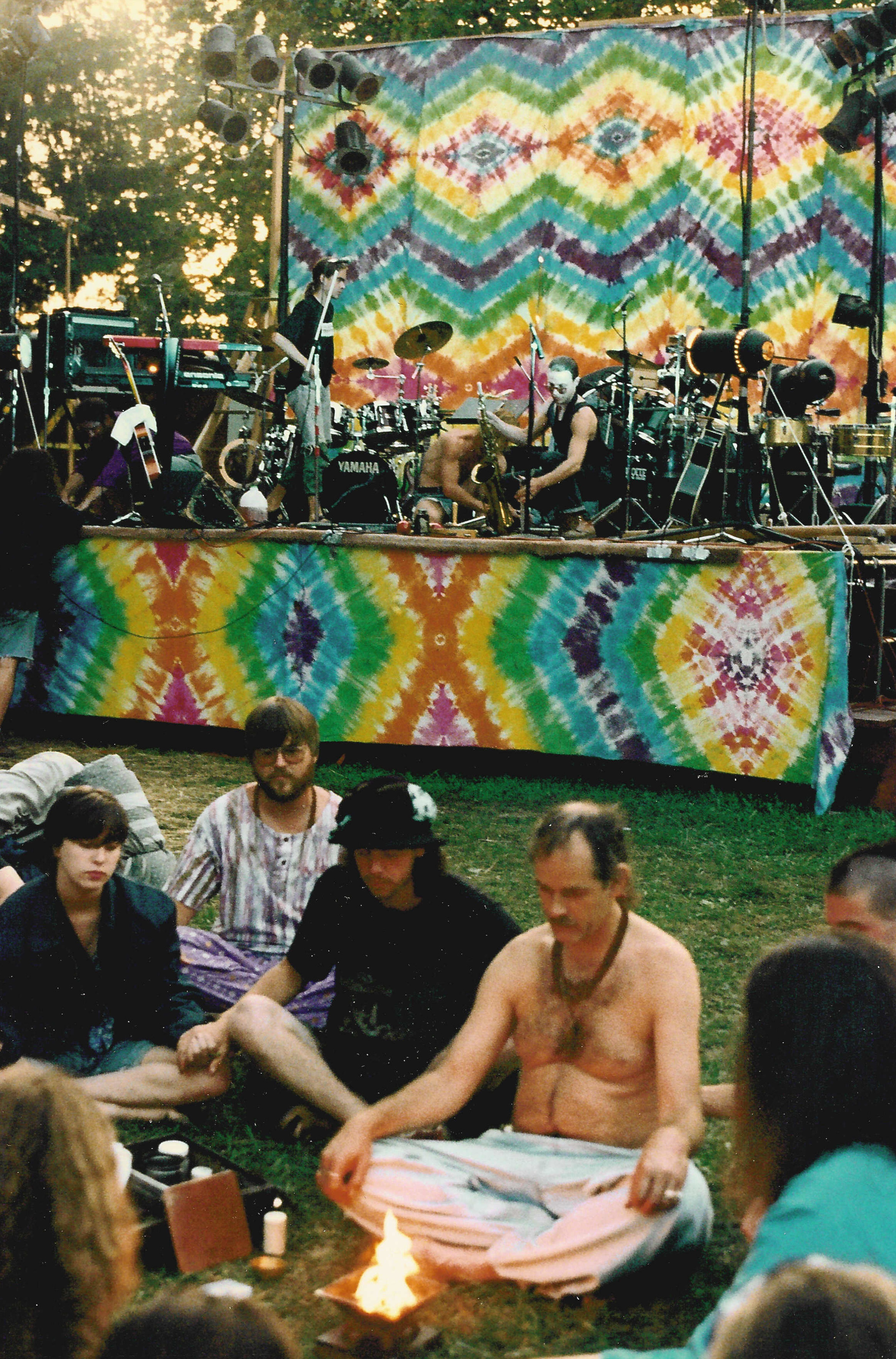
Gruppi di meditazione al festival Snoqualmie Moondance.

Il termine "New Age" (letteralmente "nuova era") iniziò a essere diffuso dai mass media statunitensi nei tardi anni sessanta, per descrivere le forme di controcultura spirituale interessate a pratiche e concetti come la meditazione, il channeling, la reincarnazione, la cristalloterapia, la medicina olistica, l'ambientalismo e numerosi "misteri" di difficile interpretazione come gli UFO o i cerchi nel grano, o anche i bambini indaco.
Questa corrente di pensiero esiste certamente già dagli anni settanta, e probabilmente deriva almeno in parte dalla controcultura degli anni sessanta. Le generazioni precedenti erano già arrivate a interessarsi ad alcuni (ma non a tutti) degli elementi principali del "sistema di sistemi di credenze" (o paradigma) della New Age, per esempio a pratiche come lo spiritualismo, la teosofia, l'antroposofia o la medicina alternativa. A loro volta, queste dottrine hanno radici nel trascendentalismo, nel mesmerismo, nello swedenborgianismo, nella tradizione rosacrociana e in altre tradizioni esoteriche occidentali (per esempio astrologia, magia, alchimia e cabala).

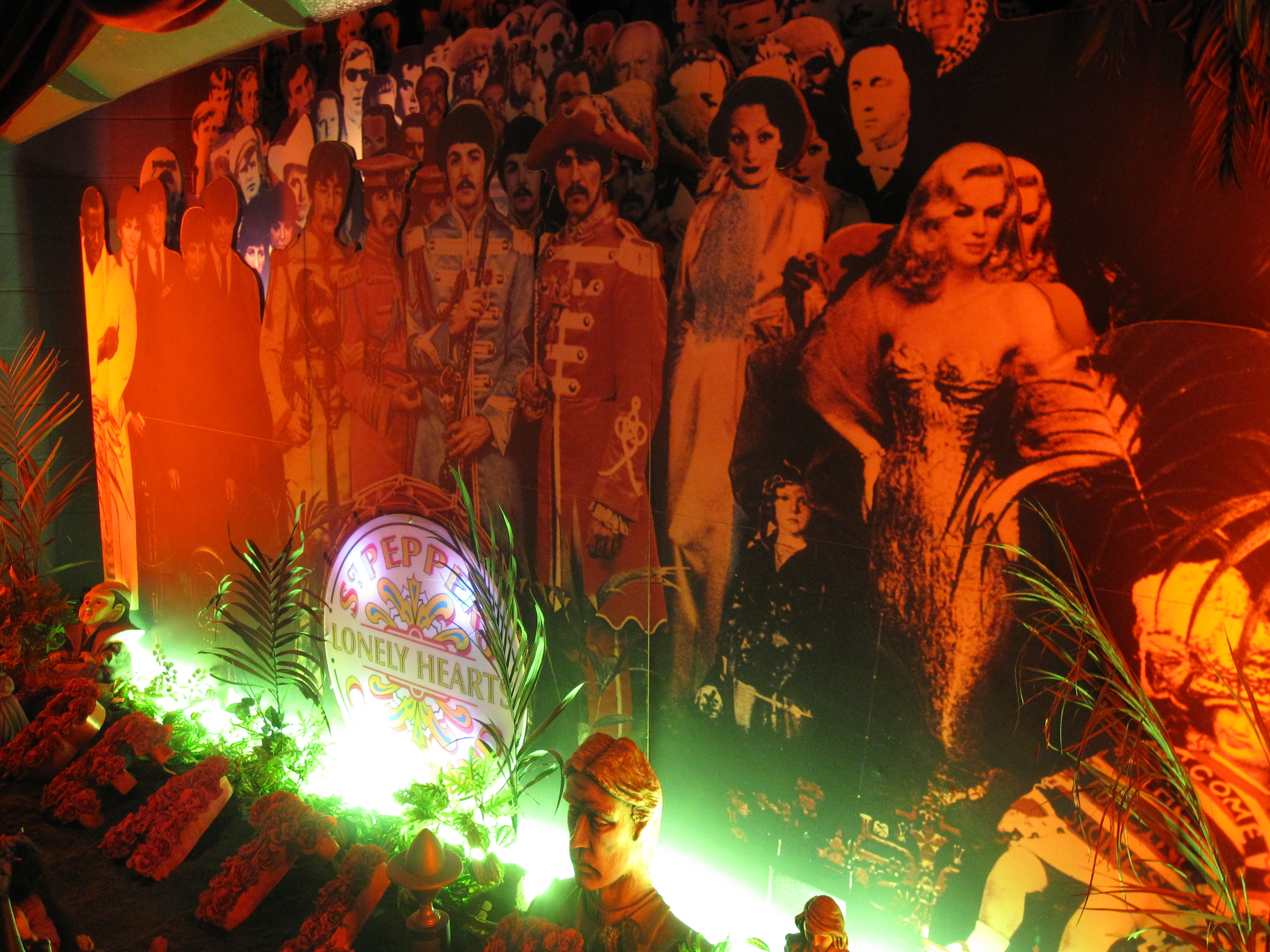
Tra i fattori che hanno preparato il terreno alla popolarità dei temi new-age vi sono stati cantautori come i Beatles ed altri, andando poi a ispirare l'omonima corrente musicale.

Fu proprio la generazione dei tardi anni sessanta che volse lo sguardo verso l'oriente e abbracciò tecniche, riti, usi religiosi e pensieri della filosofia orientale, sospinta anche dal desiderio di rompere gli schemi politici, sociali, culturali e religiosi contemporanei.
Nel mondo di lingua inglese, una delle origini della New Age si può certamente trovare nel lavoro del sensitivo Edgar Cayce, da cui trae origine il termine stesso di channeling (o channelling, considerato comunemente nella New Age come uno dei mezzi più significativi per mettersi in contatto con esseri di altre dimensioni). L'espressione New Age (o l'analoga locuzione Nuova Era) potrebbe derivare dagli scritti della neo teosofista britannica Alice Bailey. La Findhorn Foundation, fondata nella Scozia del nord nel 1962, fu una delle prime comunità esplicitamente New Age. Alcuni studiosi, tra i quali Cecilia Gatto Trocchi hanno individuato nel santuario di Esalen, situato a metà strada fra San Francisco e Los Angeles, il primo centro New Age fondato negli anni settanta.
In Russia il movimento è stato molto influenzato dall'eredità dei teosofi Nicholas Roerich e Helena Roerich. Un altro ex teosofo, Rudolf Steiner (poi fondatore del movimento antroposofico), è un punto di riferimento della New Age. In Brasile fonti analoghe si possono rintracciare nel pedagogista francese Allan Kardec che codificò lo spiritismo, o nelle tradizioni folcloristiche africane di Candomblé e Umbanda.

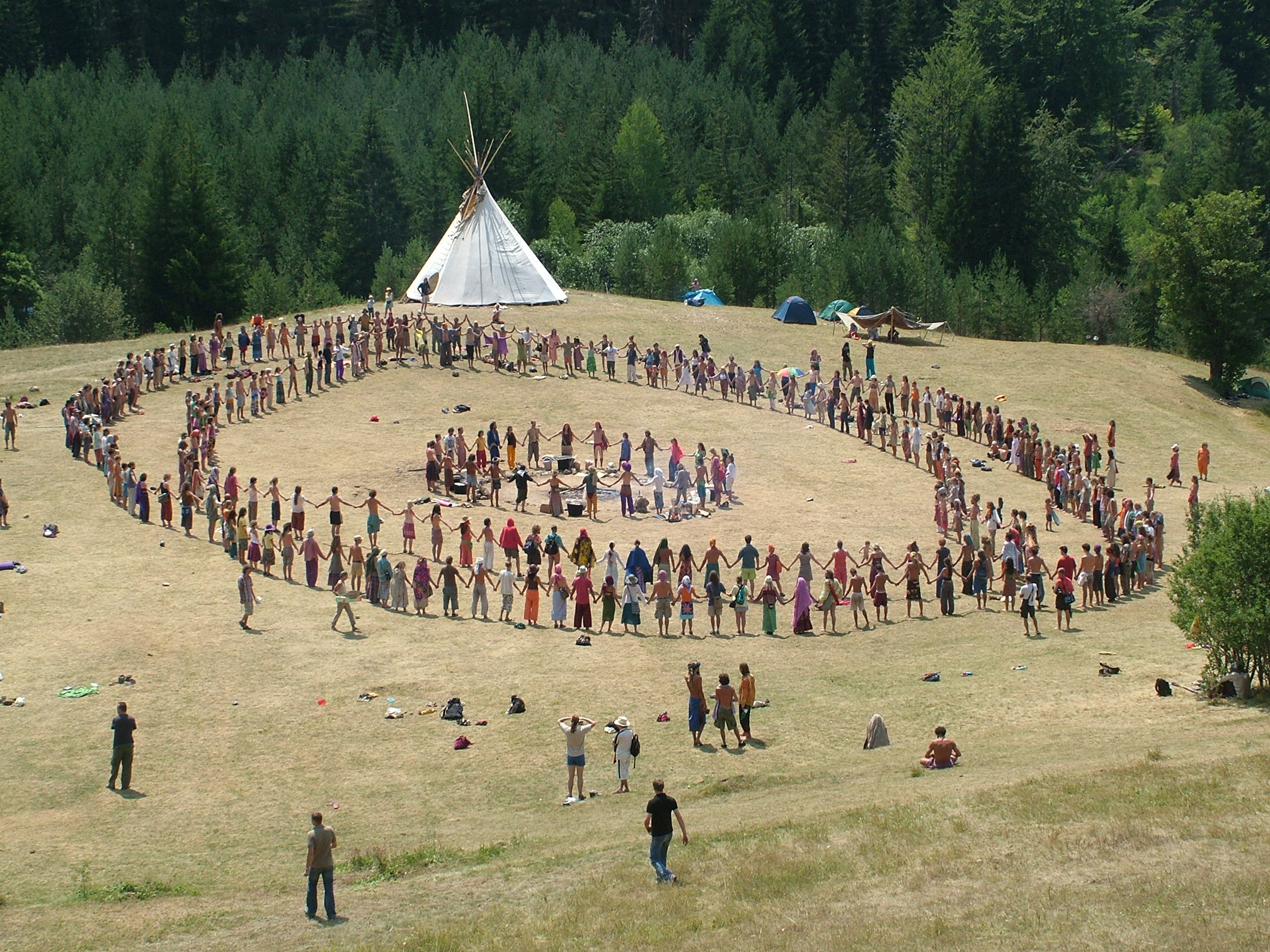
Un raduno di Rainbow Gatherings.

Fra gli eventi che maggiormente hanno contribuito a fornire visibilità al fenomeno della New Age, occorre citare la manifestazione Harmonic Convergence («convergenza armonica», a volte indicata brevemente col riferimento alle sincronicità delle ricorrenze numeriche dell'"11:11"), raduno organizzato da José Argüelles a Sedona (Arizona) nell'agosto 1987 in coincidenza di un eccezionale allineamento dei pianeti, o ancora la miniserie televisiva Out on a Limb di Shirley MacLaine (ancora 1987) che, tratta dall'omonimo bestseller che la MacLaine aveva scritto, è un racconto autobiografico delle esplorazioni spirituali dell'autrice. Curiosamente, in quell'anno si dice che si sia avverata una profezia dei nativi americani Hopi, cioè la nascita di un bisonte bianco che avrebbe dovuto portare, secondo la leggenda, un aumento del livello di consapevolezza dell'umanità. Come alcuni hanno fatto notare, quello stesso anno fu firmato un trattato fra USA e URSS per l'eliminazione di missili nucleari a media gittata, e iniziò il processo che avrebbe portato, due anni più tardi, al crollo del Muro di Berlino.
Altri eventi che ebbero vasta eco furono le dichiarazioni sorprendenti dei primi channeler, come Jane Roberts (che parlava in nome di un'entità chiamata Seth) e J.Z. Knight (per Ramtha). Fra i libri che più hanno influenzato la nascita e lo sviluppo del movimento New Age vanno infine ricordati Un corso in miracoli (A Course in Miracles) di Helen Schucman, La profezia di Celestino (The Celestine Prophecy) di James Redfield, E venne chiamata Due Cuori (Mutant Down Under) di Marlo Morgan, la serie di scritti Conversazioni con Dio (Conversations with God) di Neale Donald Walsch e i messaggi di Kryon. Correlata alla New Age è anche l'opera di Carlos Castaneda, da A scuola dallo stregone (The teachings of don Juan) in poi.
Nel secondo decennio del ventunesimo secolo, il New Age si è ampiamente diffuso a Taiwan, e di lì in Cina, dove è stato accolto con una certa tolleranza dalle autorità.

## Idee fondamentali
Le numerose e diverse concezioni riconducibili a questa denominazione sono accomunate dall'ideale dell'avvento di un "mondo nuovo" o di una "nuova era", spesso indicata astrologicamente come età dell'Acquario, secondo la successione delle ere astrologiche (di cui quella attuale, in procinto di terminare, è governata dal segno dei Pesci). Sotto la definizione di New Age vengono fatte ricadere molte realtà di diversa natura - semplici stili di vita, filosofie, religioni, medicine alternative, organizzazioni, aziende e via dicendo, caratterizzate da un approccio eclettico e individuale all'esplorazione della spiritualità.
(Hernán Huarache Mamani, appendice a Inkariy, pp. 347-8, Piemme, 2014)
 Il termine New Age è anche ampiamente e ufficialmente utilizzato per riferirsi al vasto segmento di mercato in cui si vendono libri, beni e servizi connessi a tali visioni del mondo.

### Misticismo e spiritualismo
La New Age si può definire come una rete vagamente connessa di ricercatori e gruppi spirituali (o scuole), di maestri e terapeuti (a volte chiamati guru, maestri, guaritori, o semplicemente "facilitatori") e altre figure analoghe (talvolta detti new agers).
Caratteristica distintiva dell'odierna New Age è che ogni individuo, essendo di origine divina, è chiamato a costruirsi un proprio cammino spirituale di risveglio (o di "ritorno a Casa"), riferendosi eventualmente al patrimonio universale proveniente da ogni tradizione mistica e religiosa, inclusi lo sciamanesimo, il neopaganesimo, la cabala e l'occultismo, ma soprattutto basandosi sulla propria esperienza interiore e sul proprio discernimento e sentire intuitivo. Anche l'aiuto che può essere fornito al proposito da guide, angeli o guru è soggetto a questa restrizione, che quindi è diventata nel tempo una vera e propria regola d'oro per vagliare messaggi e messaggeri di qualsivoglia provenienza.
Secondo alcuni new ager, i cristalli di quarzo (e i cristalli in generale) hanno proprietà mistiche.

### Un progresso imminente
La principale convinzione che accomuna tutti o quasi i new ager (pur nello sconfinato panorama che rende arduo e fuorviante ogni schematismo) è che il nostro pianeta e l'umanità nel suo insieme (attraverso un cammino di trasformazione che però è individuale) si trovino alla soglia di un progresso spirituale che, se raggiunto, consentirà l'accesso a nuove dimensioni dell'esistenza, ovvero a una nuova forma di consapevolezza. Da più parti, per esempio, si fa riferimento all'anno 2012 (tratto da diverse antiche profezie) come termine indicativo di una transizione maggiore e di un "salto quantico" nel tessuto temporale dovuti anche all'attraversamento da parte dell'intero sistema solare di un campo energetico ad altissima frequenza indicato come cintura fotonica. Certo, per la loro stessa natura, questi concetti, peraltro sconosciuti alle religioni tradizionali, non sono riscontrabili nel pensiero Scientifico accademico e neanche sono in alcun modo citati nella Bibbia. Essi, per la visione New Age, non vanno intesi come la classica attesa della fine del mondo o del Giudizio Universale, ma come un termine temporale legato ai grandi cicli cosmici, entro il quale ogni essere umano (e la società nel suo insieme) dovrà prepararsi e ristrutturarsi, se vuole evitare di stagnare nell'inarrestabile cammino evolutivo. Ciò sembrerebbe ricordare da lontano il millenarismo cristiano di cui si parla nell'Apocalisse, ma senza avere la collocazione logica e storica che invece si apprende attraverso la lettura della Bibbia.
Questi progressi, pur di natura spirituale, riguardano necessariamente anche i piani materiali dell'esistenza e toccano i codici stessi della struttura fisica. Le "nuove abilità" legate al risveglio interiore possono condurre ad un accrescimento sostanziale del sentire intuitivo e a trasformazioni percettive legate alla possibilità di vedere cose ora invisibili, di viaggiare nello spazio istantaneamente, di cogliere significati e correlazioni prima nascosti negli oggetti e gli eventi dell'Universo, nonché di agire su tali oggetti ed eventi in una moltitudine di nuovi modi "metafisici". La New Age quindi abbraccia volentieri, per esempio, la pratica della meditazione, o concetti di provenienza orientale come quello del risveglio in senso buddhista o quello dell'apertura del terzo occhio.
Si organizzano inoltre seminari di yoga, corsi di occultismo e pratiche tantriche per attivare, o per meglio dire a sbloccare, energie latenti al fine di migliorare l'efficienza di tutti i partecipanti; gli iscritti appartengono a qualunque fascia socio-economica e, tra essi sono sempre più numerosi i manager, gli imprenditori, gli uomini di grande responsabilità politica e finanziaria.

### Contatto con altre dimensioni
Sempre in generale, i new ager affermano che queste nuove dimensioni di esistenza che attendono l'umanità sono già abitate da entità "interdimensionali" (e/o extraterrestri) e anche da alcuni pionieri umani (i cosiddetti Maestri Ascesi), e che questi esseri sono disposti a mettersi in contatto con chi è pronto a ricevere il messaggio o con chi comunque ne solleciti l'aiuto.
Mentre per il modo corrente di vedere le cose qualunque tentativo di contatto da parte di esseri provenienti da un diverso piano di esistenza non può che risultare sconvolgente, incredibile o fantascientifico, il paradigma New Age prende in seria e attenta considerazione fenomeni che restano ancora difficilmente spiegabili nei termini del metodo scientifico galileiano o comunque controversi, come ad esempio i cerchi nel grano, gli UFO, il channeling o le varie forme di contatto medianico, ma anche le innumerevoli descrizioni di esseri elementali, fate e spiriti della natura (Deva), e i racconti di continenti scomparsi in seguito a cataclismi come Atlantide e Lemuria (Mu). Gli angeli poi e le varie schiere di esseri celesti (a cui d'altra parte si riferiscono, anche se con nomi diversi, tutte le più antiche tradizioni religiose) hanno un ruolo chiave nella visione New Age.

### Il momento del discernimento
Se da quanto detto prima emerge una figura di new ager (un po' caricaturale) pronto a credere a tutto ciò che va oltre la visione comune del mondo (dove per "comune" intendiamo originata dalla scienza attuale o dalle religioni della tradizione giudaico-cristiana), in realtà è altrettanto fondamentale capire come nella filosofia della New Age questa "apertura" nei confronti dell'incredibile sia regolata da ciascun individuo secondo le proprie inclinazioni spirituali personali. La frase più ricorrente nei forum e nelle altre comunità virtuali New Age è "for your discernment". Questa indicazione, "per il vostro discernimento" (come dire: "sottoposto al vostro giudizio") precede la maggior parte dei messaggi che contengono verità discutibili, come per esempio un messaggio ricevuto da un medium, in channeling, da una civiltà aliena (ad esempio delle Pleiadi). Ogni new ager, quindi, è chiamato a scegliere in cosa credere, con discernimento. La frase for your discernment, inoltre, implica che lo scrivente non si ritenga, per principio, detentore di verità assolute o ultime. Talvolta questo implicito rispetto per le convinzioni e il cammino spirituale del prossimo, a prescindere dalle sue peculiarità (o forse proprio in virtù di queste), è espresso anche da un altro uso verbale, questa volta di derivazione esplicitamente orientale, Namasté (un saluto che intende significare grosso modo "mi inchino al divino che c'è in te").

## Credenze specifiche
Quello riportato di seguito è un elenco di convinzioni largamente condivise nella New Age (anche se non necessariamente da tutti):
- Tutta l'umanità – in effetti tutta la vita, tutto nell'universo – è spiritualmente interconnessa, e partecipe della stessa energia. Dio è uno dei nomi di questa energia.
- Esistono esseri spirituali (angeli, arcangeli, maestri ascesi, creature elementali, guide e/o esseri extraterrestri) disposti a consigliare e orientare chi è pronto e ricettivo nei confronti dei loro insegnamenti.
- La mente umana ha poteri profondi e vasti, che possono persino modificare la realtà: you create your own reality ("tu crei la tua realtà");
- Tuttavia, alcune regole (spirituali) valgono comunque, per esempio, la legge di causa ed effetto del karma, anche se mitigata secondo alcuni dal perdono e dal superiore principio della Grazia divina.
- Ogni individuo ha uno scopo sulla Terra e una lezione da imparare. La lezione più importante è l'amore.
- La morte non è la fine di tutto, conduce solo a una diversa dimensione. La vita dopo la morte non prevede punizioni, al massimo una forma di intensa autovalutazione, o un periodo di insegnamenti avanzati, eventualmente impartiti attraverso la reincarnazione, il servizio agli esseri viventi in qualità di guida, o il ritorno alla vita dopo una delle esperienze di quasi-morte.
- La scienza e la spiritualità possono e devono ritrovare l'armonia che le lega. Teorie scientifiche come l'evoluzione e la meccanica quantistica, se correttamente interpretate, sono traducibili in principi spirituali.
- L'intuizione (o la "guida divina") può essere uno strumento di conoscenza alternativo, in un certo senso anche più efficace da quella razionalità che è guidata dallo scetticismo e dal dubbio sistematico. Il sapere intuitivo o interiore non mira a sostituirsi al tradizionale metodo scientifico, ma può invece cooperare con esso e contribuire ad ampliare i confini asfittici del vecchio scientismo. L'attuale paradigma dominante nella scienza occidentale ha il grande limite di non considerare con sufficiente serietà e apertura temi come quelli della parapsicologia, della meditazione e della medicina olistica.
- C'è un nucleo mistico comune in tutte le religioni, orientali e occidentali. I dogmi, l'identità religiosa, l'intolleranza verso altre religioni sono tutti ostacoli fondamentali al progresso dell'individuo.
- La Bibbia è sì un libro saggio e sacro, ma non del tutto integro, e comunque ognuno può avere in ogni momento un più vivo e diretto contatto col divino nella propria interiorità. Molte importanti verità non vi sono menzionate, o lo sono solo in modo molto obliquo e velato. Certe indicazioni poi sono chiaramente datate e non vanno prese alla lettera, senza contare che il testo può contenere diversi piani di lettura e di approccio, in modo che ognuno possa accedervi secondo il suo personale livello di coscienza. Alcuni sostengono che Gesù fosse inizialmente un esseno, o che abbia viaggiato in India in gioventù per studiare le religioni orientali; altri sostengono che fosse un avatar come il Buddha.
- Le forme femminili di spiritualità, e le immagini divine femminili (come Aeon o la Sophia dello gnosticismo), sono state dimenticate dalla nostra società patriarcale, e vanno recuperate.
- Antiche civiltà estremamente avanzate, come Atlantide e Lemuria, potrebbero essere realmente esistite; potremmo non conoscere ancora il vero significato (o il vero potere) di vestigia del passato come le Piramidi egizie o Maya o Stonehenge o nuraghi.
- Le coincidenze non esistono. Tutto ciò che accade ha un significato spirituale e uno scopo (una lezione da insegnare). Esiste un progetto per cui ogni individuo si trova in ogni momento nel posto giusto per imparare la propria lezione.
- La mente ha poteri nascosti, attivi anche al di là della nostra consapevolezza, e cerca di comunicare con noi attraverso sogni, visioni (durante la meditazione) e così via.
- La meditazione, lo yoga, il t'ai chi, il reiki e altre pratiche tradizionali orientali derivano da una profonda conoscenza di verità dimenticate, e sono uno strumento importante per comprendere l'Universo.
- Ogni tipo di relazione ha il potenziale di far crescere l'individuo. Dalle relazioni con gli altri impariamo chi siamo, quali sono i nostri punti deboli e i nostri punti di forza (che ci consentono di aiutare il prossimo). Tutte le nostre relazioni saranno ripetute (reincarnazione) fino a quando non saranno "guarite", ovvero fino a che non supereremo la prova che rappresentano.
- Esiste però una "via breve", un cammino individuale che può permettere ad ognuno di uscire dalla ruota interminabile delle reincarnazioni sul piano materiale.
- La reincarnazione è un concetto fortemente semplificato di un fenomeno interdimensionale estremamente complesso che la mente lineare attuale non è capace di inquadrare in modo coerente e completo. Si trovano così diverse forme di interpretazione di questo concetto di base. Per alcuni la reincarnazione è all'origine una forma di servizio reso volontariamente al pianeta per aiutarlo a trasmutare un carico karmico globale che gli impedirebbe di ascendere alle dimensioni (o densità) superiori.
- Le anime cercano il tutto; il nostro obiettivo ultimo è imparare ad amare tutto ciò con cui entriamo in contatto, a scoprire il divino in ogni cosa e a riscoprire infine noi stessi Uno col Tutto.

## L'era dell'Aquario
L'era dell'Aquario è l'era astrologica che segue a quella attuale dei Pesci, in base al ciclo astronomico della precessione degli equinozi, che suddivide l'età del mondo su base zodiacale e dura in tutto circa 25800 anni. Poiché i dodici segni, da un punto di vista astrologico, sono di eguale estensione, ogni era durerebbe un dodicesimo di 25800 anni e cioè 2150 anni. Secondo calcoli di volta in volta diversi, ma grossolanamente sovrapponibili, l'era dei Pesci sarebbe iniziata intorno all'anno 1, cioè con la nascita di Gesù Cristo, il cui simbolo è il pesce, a cui si vuole far corrispondere un eone caratterizzato dall'omonimo segno zodiacale.
Sull'esatta venuta dell'era dell'Aquario esistono pareri discordanti. A seconda dei diversi autori, l'età dell'Aquario è, o appena iniziata (anni '60 del XX secolo), secondo alcuni nel 21 dicembre 2012, o inizierà, secondo altri, intorno al 2140-2150. Palamidessi ne colloca l'inizio alla fine del Settecento con la Rivoluzione francese. Secondo Rudolf Steiner occorrerà invece aspettare il 3573, ma gli effetti (derivanti soprattutto dall'attesa) di questo prossimo cambiamento sono già iniziati negli anni venti-trenta del XX secolo. L'Unione Astronomica Internazionale, avendo definito i confini delle varie costellazioni in modo diverso da quello adottato in astrologia, per cui le estensioni dei diversi segni sono disuguali, ha calcolato che questo avvenimento cadrà all'inizio del XXVII secolo.

## Il rapporto con altre ideologie
Il problema di quali elementi culturali contemporanei debbano essere inclusi nella New Age è controverso. Il channeling ha evidentemente molti punti in comune con le pratiche medianiche spiritualiste. Movimenti magici come il neopaganesimo e spirituali come la psicologia transpersonale sono parzialmente sovrapposti con la New Age. Alcuni gruppi preferiscono prendere le distanze dalle possibili connotazioni negative dell'etichetta "New Age", come ad esempio la commercializzazione di prodotti e servizi.
Il movimento del Nuovo Pensiero ha origini proprie e indipendenti che risalgono alla metà del XIX secolo, tuttavia alcuni suoi insegnamenti presentano analogie con quelli della New Age e la vita indipendente di cui gode oggi la parte della dottrina del Nuovo Pensiero che va sotto la denominazione di pensiero positivo e l'ampio uso che viene fatto nelle chiese New Thought (sia cristiane che non) di materiali New Age come Un corso in miracoli, fanno sì che tale movimento religioso sia oggi spesso considerato come in parte sovrapposto o comunque collegato alla New Age.
Anche scienziati e pensatori come Fritjof Capra hanno cercato di creare i presupposti culturali per un cambiamento di paradigma della scienza con l'assimilazione di concetti come la medicina olistica, l'ecologia della mente di Gregory Bateson, o i rapporti fra taoismo e meccanica quantistica, evitando però accuratamente di essere in qualche modo assimilati alla New Age vera e propria.
Vi sono stati anche tentativi di presentare la New Age come movimento sociopolitico; si può citare, per esempio, la "New Age Politics" di Mark Satin (seconda metà degli anni settanta), il pensiero di Theodore Roszak e la "Cospirazione dell'Acquario" di Marilyn Ferguson.

## Critiche e scetticismo

### La mancanza di scientificità
Le critiche alle credenze New Age prendono generalmente tre forme: critiche sulla mancanza di un'adeguata base o prova scientifica, critiche di violazione e abuso della sacralità di varie tradizioni religiose, di filosofie o di culture, e critiche basate sul fatto che questa dottrina, nonostante si identifichi come movimento culturale controcorrente, goda di grande copertura mediatica.

### La posizione dei complottisti
Inoltre molti di coloro che credono nella teoria del complotto pensano possa essere ricollegato alla teoria del complotto del nuovo ordine mondiale anche a causa di molte pratiche ispirate o copiate da rituali eseguiti all'interno di sette di varia natura, quali massoneria e simili, quindi ricadenti nel campo dell'occulto e dell'esoterismo.

### Le critiche delle religioni e della Chiesa cattolica
Molte religioni costituite hanno tacciato il pensiero New Age di essere eretico, immorale, deviante, o comunque privo di una chiara guida data da un libro sacro oppure da una tradizione antica; inoltre contestano il rapporto diretto, immediato e personale con la divinità, privo dell'intermediazione di una classe sacerdotale, per di più gerarchica. Sul New Age si è anche espressa la Chiesa cattolica con un apposito documento del Pontificio Consiglio della Cultura e del Pontificio Consiglio per il Dialogo Interreligioso.. Alcuni studiosi di area cattolica hanno avvicinato il new age al satanismo, ravvisando quali punti di contatto la pretesa di essere o sostituirsi a Dio, la visione relativistica dell'esistenza e della verità e le pratiche rituali di tipo sincretista.
Alcuni adepti di discipline tradizionali di paesi quali ad esempio l'India e la Cina, un vasto numero di scuole ortodosse di yoga, tantra, qigong, medicina cinese, ayurveda e arti marziali (le tradizionali famiglie Taijiquan, ad esempio), nonché gruppi con una storia antica di secoli hanno tutti affermato che il movimento New Age (di matrice occidentale) ha una comprensione parziale o nulla, o addirittura è una deliberata distorsione delle loro proprie discipline.

### La posizione degli indiani d'America
Alcune delle critiche più dure all'eclettismo New Age sono venute da scrittori e comunità degli Indiani d'America. La Dichiarazione di guerra contro gli sfruttatori della spiritualità Lakota è una delle più forti affermazioni di avversione alla New Age da parte dei capi tribù nordamericani.

### Il presunto razzismo
Alcuni scrittori hanno ravvisato tracce di razzismo nelle fonti della teosofia, in particolare negli scritti di Alice Bailey riguardo agli Ebrei e alcuni commenti di Rudolf Steiner riguardo specifici gruppi etnici, africani inclusi, sebbene Steiner perlomeno avesse poi enfatizzato l'eguaglianza razziale come principio della sua antroposofia.